# Macquartia nigricornis
Macquartia nigricornis là một loài ruồi trong họ Tachinidae.